# Cerovlje
 Cerovlje  (olaszul: Cerreto)  falu és község Horvátországban, Isztria megyében. Közigazgatásilag Belaj, Borut, Ćusi, Draguć, Gologorica, Gologorički Dol, Gradinje, Grimalda, Korelići, Novaki Pazinski, Oslići, Pagubice, Paz és Previž települések tartoznak hozzá.

## Fekvése
Az Isztriai-félsziget közepén, Pazintól 9 km-re északkeletre, a Pazinból Buzetre, illetve a másik irányban Boljun és az Učka-hegység felé, a Pazinčica-patak mentén haladó főút mellett fekszik.

## Története
A település az isztriai határleírás szerint már a 13. században is létezett, amikor az aquileai pátriárka fennhatósága alá tartozott. Következő írásos említése 1498 után a pazini grófság urbáriumában történt „Czerolach” alakban. Plébániáját a 17. században említik, 1827-ben megszüntették, de 1871-ben újraalapították. Plébániatemploma 1804-ben épült a régebbi templom helyén, melyet már 1592-ben említenek. Cerovlje életében fellendülést hozott a rajta áthaladó pólai vasútvonal megépítése. A vasúti pálya 1876-ban készült el. Lakói azelőtt főként mezőgazdaságból és állattartásból éltek. A településnek 1857-ben 131, 1910-ben 216 lakosa volt. 1911-ben kezdte meg működését a helyi téglagyár, mely ma Istarska ciglana d. d. Cerovlje néven üzemel. 2011-ben a falunak 242, a községnek összesen 1671 lakosa volt.

## Lakosság
| Lakosság változása | Lakosság változása | Lakosság változása | Lakosság változása | Lakosság változása | Lakosság változása | Lakosság változása | Lakosság változása | Lakosság változása | Lakosság változása | Lakosság változása | Lakosság változása | Lakosság változása | Lakosság változása | Lakosság változása | Lakosság változása |
| ------------------ | ------------------ | ------------------ | ------------------ | ------------------ | ------------------ | ------------------ | ------------------ | ------------------ | ------------------ | ------------------ | ------------------ | ------------------ | ------------------ | ------------------ | ------------------ |
| 1857               | 1869               | 1880               | 1890               | 1900               | 1910               | 1921               | 1931               | 1948               | 1953               | 1961               | 1971               | 1981               | 1991               | 2001               | 2011               |
| 131                | 135                | 196                | 228                | 223                | 216                | 0                  | 1090               | 282                | 285                | 303                | 243                | 223                | 203                | 229                | 242                |

## Nevezetességei
- Mária mennybemenetele tiszteletére szentelt plébániatemploma 1804-ben épült, 1910-ben bővítették. Harangtornya 1978-ban épült. Legértékesebb kincse egy 16. századi aranyozott kehely.
- A Szentháromság templom egy közeli dombon áll. A 15. század első felében építették késő gótikus stílusban. Egyhajós épület, sokszög záródású, keresztboltozatos szentéllyel, melyben ismeretlen itáliai festőművész gótikus freskói láthatók. Amint azt egy glagolita felirat igazolja hajóját 1588-ban meghosszabbították és előcsarnokot építettek hozzá.
- A település évente megtartott hagyományos farsangi rendezvénye a Cerovljei Karnevál, melyet néhány éve a helyi fiatalok elevenítettek fel.